# Niobe Planitia
Niobe Planitia is een laagvlakte op de planeet Venus. Niobe Planitia werd in 1982 genoemd naar Niobe, vrouw van koning Amphion, uit de Griekse mythologie.
De laagvlakte heeft een diameter van 5008 kilometer en bevindt zich in het noordoosten van het gelijknamige quadrangle Niobe Planitia (V-23).. Op de laagvlakte bevinden zich de inslagkraters Millay en Caldwell.